# Promieniowanie Hawkinga
Promieniowanie Hawkinga – hipotetyczne promieniowanie cieplne emitowane przez czarne dziury. Nazwa promieniowania pochodzi od nazwiska brytyjskiego fizyka teoretycznego Stephena Hawkinga, który opublikował teorię tego promieniowania w 1974 roku. Jak do tej pory takiej emisji nie udało się zaobserwować. Teoria ta łączy w sobie zupełnie różne opisy z zakresu ogólnej teorii względności i mechaniki kwantowej.

## Problem czarnych dziur
Hawking, pierwotnie sceptycznie nastawiony do teorii czarnych dziur (Johna Wheelera z 1969), uznając w końcu jej słuszność, nastawił się na odnalezienie odpowiedzi na problem fundamentalny: jeżeli nic nie może się z czarnej dziury wydostać, a dokładniej z horyzontu zdarzeń czarnej dziury, to takie grawitacyjne obiekty byłyby wieczne i wraz z czasem coraz potężniejsze, aż wchłonęłyby całą materię we Wszechświecie, a w końcu pochłonęłyby siebie.
Zakładając, że z każdej ilości materii, nawet najmniejszej, można stworzyć czarną dziurę (poprzez ściśnięcie materii), fizycy doszli do wniosku, iż czarnych dziur w otaczającym nas wszechświecie powinno być o wiele więcej. Z obliczeń fizyków (m.in. Hawkinga) wynika, że niestacjonarna (obracająca się wokół własnej osi) czarna dziura musi emitować promieniowanie, co byłoby sprzeczne z jej definicją.

## Wyjaśnienie teoretyczne
Sformułowanie praw termodynamiki czarnych dziur jest inne niż termodynamiki klasycznej. Pojęcie entropii związane jest z wielkością powierzchni horyzontu zdarzeń, a zatem również z masą czarnej dziury i zawiera się w drugim prawie. Możliwe jest również określenie wielkości przyspieszenia grawitacyjnego, związanego z masą obiektu, równoznaczne z możliwością wyznaczenia temperatury obiektu.
Z faktu, że czarna dziura mogłaby mieć różną od zera temperaturę, wynikałaby następnie możliwość emitowania energii w sposób, w jaki emituje promieniowanie ciało doskonale czarne, czyli poprzez wysyłanie fotonów.
Ponieważ czarna dziura z założenia nie jest źródłem promieniowania, sprzeczność tę usiłuje się opisywać w kontekście znanych zjawisk kwantowych. Ze sposobu określenia zasady zachowania energii wynika natomiast, że byłoby to możliwe z pominięciem takich efektów, jeżeli powstawałyby równocześnie pary fotonów, jeden we wnętrzu horyzontu, drugi zaś na zewnątrz. Energia byłaby wówczas zachowana.
W obszarze pobliskim czarnej dziury, tzw. ergosferze, mogłyby także powstawać z próżni cząstki wirtualne o czasie istnienia określonym przez zasadę nieoznaczoności, uzasadniającą istnienie fluktuacji kwantowych. Jedna z cząstek pary cząstka-antycząstka anihilując wyświecałaby energię z wydajnością określoną przez tempo procesu fizycznego, określonego przez gęstość reagentów w ośrodku. Ze względu na ograniczony zasięg przestrzenny fluktuacji, co wynika z wersji zasady nieoznaczoności, cząstki mogłyby jednak zanikać przed anihilacją, nie emitując żadnego promieniowania, gdyby miały być jedynymi leptonami w pobliżu czarnej dziury. Jeśli pary wytworzyłyby się na granicy obszaru, z którego światło nie może się wydostawać (tzw. horyzont zdarzeń czarnej dziury), jedna z cząstek (o sumarycznej energii ujemnej) powinna zostać wciągnięta przez czarną dziurę. Druga cząstka (o sumarycznej energii dodatniej) mogłaby tworzyć składową promieniowania korpuskularnego lub emitować promieniowanie wskutek oddziaływania z ośrodkiem. Taki przepływ ujemnej energii do wnętrza horyzontu zdarzeń miałby zmniejszać masę czarnej dziury.
Autor rozważał zatem możliwość zmniejszania się horyzontu czarnej dziury, nie wiadomo jednak dokładnie, emisję jakiego promieniowania korpuskularnego miał na myśli. Hawking opisał kreację cząstek, ale, jak wynika ze streszczenia jego artykułu, miałyby to być fotony i neutrina, a nie inne cząstki elementarne.
Czarna dziura, emitując promieniowanie, traci masę. Jeśli ten ubytek nie jest równoważony przez masę wpadającą do niej, to promieniowanie staje się coraz silniejsze, co może spowodować nawet całkowite wyparowanie czarnej dziury, przy czym ten proces może być szybki tylko dla czarnych dziur znacznie mniejszych niż powstałe przez kolaps gwiazd.
W układzie SI, promieniowanie czarnej dziury o promieniu Schwarzschilda jest promieniowaniem ciała doskonale czarnego o temperaturze
{\displaystyle T={\frac {\hbar \,c^{3}}{8\pi Gk_{\text{B}}M}}={\frac {T_{\text{P}}}{2{\pi }d}},}
gdzie {\displaystyle \hbar } jest zredukowaną stałą Plancka, {\displaystyle c} jest prędkością światła, {\displaystyle k_{\text{B}}} jest stałą Boltzmanna, {\displaystyle G} jest stałą grawitacji, {\displaystyle M} jest masą czarnej dziury o średnicy {\displaystyle D\equiv dl_{\text{P}},} gdzie {\displaystyle d\in \mathbb {R} ,} a {\displaystyle l_{\text{P}},} {\displaystyle T_{\text{P}}} oznaczają długość i temperaturę Plancka. Wyrażając grawitację powierzchniową czarnej dziury {\displaystyle g={\frac {GM}{R^{2}}}={\frac {G}{R^{2}}}{\frac {Rc^{2}}{2G}}={\frac {c^{2}}{2R}}={\frac {c^{2}}{D}}} w funkcji jej temperatury, można ją zapisać jako
{\displaystyle g={\frac {2\pi ck_{\mathrm {B} }}{\hbar }}T=2\pi a_{\mathrm {P} }{\frac {T}{T_{\mathrm {P} }}}={\frac {a_{\mathrm {P} }}{d}},}
gdzie {\displaystyle a_{\mathrm {P} }} jest przyśpieszeniem Plancka.
Wartość tej temperatury można uzyskać z zasady równoważnosci mówiącej że siły bezwładności i siły grawitacyjne są geometrycznie równoważne jako temperaturę Unruha w układzie nieinercjalnym poruszającym się ze stałym przyspieszeniem równym przyspieszeniu grawitacyjnemu w odległości od środka czarnej dziury równej promieniowi Schwarzschilda, tzn. na jej horyzoncie zdarzeń, rozważając powierzchnię czarnej dziury jako układ silnie przyśpieszany, tzn. poruszający się z przyspieszeniem
{\displaystyle a=g_{schw}={\frac {GM}{R_{schw}^{2}}}.}